# Couargues
Couargues est une commune française située dans le département du Cher, en région Centre-Val de Loire.

## Géographie

### Climat
Pour des articles plus généraux, voir Climat du Centre-Val de Loire et Climat du Cher.
En 2010, le climat de la commune est de type climat océanique dégradé des plaines du Centre et du Nord, selon une étude du CNRS s'appuyant sur une série de données couvrant la période 1971-2000. En 2020, Météo-France publie une typologie des climats de la France métropolitaine dans laquelle la commune est exposée à un climat océanique altéré et est dans la région climatique  Centre et contreforts nord du Massif Central, caractérisée par un air sec en été et un bon ensoleillement. 
Pour la période 1971-2000, la température annuelle moyenne est de 10,9 °C, avec une amplitude thermique annuelle de 15,6 °C. Le cumul annuel moyen de précipitations est de 739 mm, avec 11,8 jours de précipitations en janvier et 7,3 jours en juillet. Pour la période 1991-2020, la température moyenne annuelle observée sur la station météorologique la plus proche, située sur la commune d'Étréchy à 20 km à vol d'oiseau, est de 11,5 °C et le cumul annuel moyen de précipitations est de 794,9 mm,. Pour l'avenir, les paramètres climatiques de la commune estimés pour 2050 selon différents scénarios d'émission de gaz à effet de serre sont consultables sur un site dédié publié par Météo-France en novembre 2022.

## Urbanisme

### Typologie
Au 1er janvier 2024, Couargues est catégorisée commune rurale à habitat dispersé, selon la nouvelle grille communale de densité à 7 niveaux définie par l'Insee en 2022.
Elle est située hors unité urbaine et hors attraction des villes,.

### Occupation des sols
L'occupation des sols de la commune, telle qu'elle ressort de la base de données européenne d’occupation biophysique des sols Corine Land Cover (CLC), est marquée par l'importance des territoires agricoles (87,5 % en 2018), en augmentation par rapport à 1990 (86,6 %). La répartition détaillée en 2018 est la suivante : 
terres arables (64,7 %), prairies (16,7 %), eaux continentales (10,5 %), zones agricoles hétérogènes (6,1 %), espaces ouverts, sans ou avec peu de végétation (1,5 %), forêts (0,5 %).
L'évolution de l’occupation des sols de la commune et de ses infrastructures peut être observée sur les différentes représentations cartographiques du territoire : la carte de Cassini (XVIIIe siècle), la carte d'état-major (1820-1866) et les cartes ou photos aériennes de l'IGN pour la période actuelle (1950 à aujourd'hui).

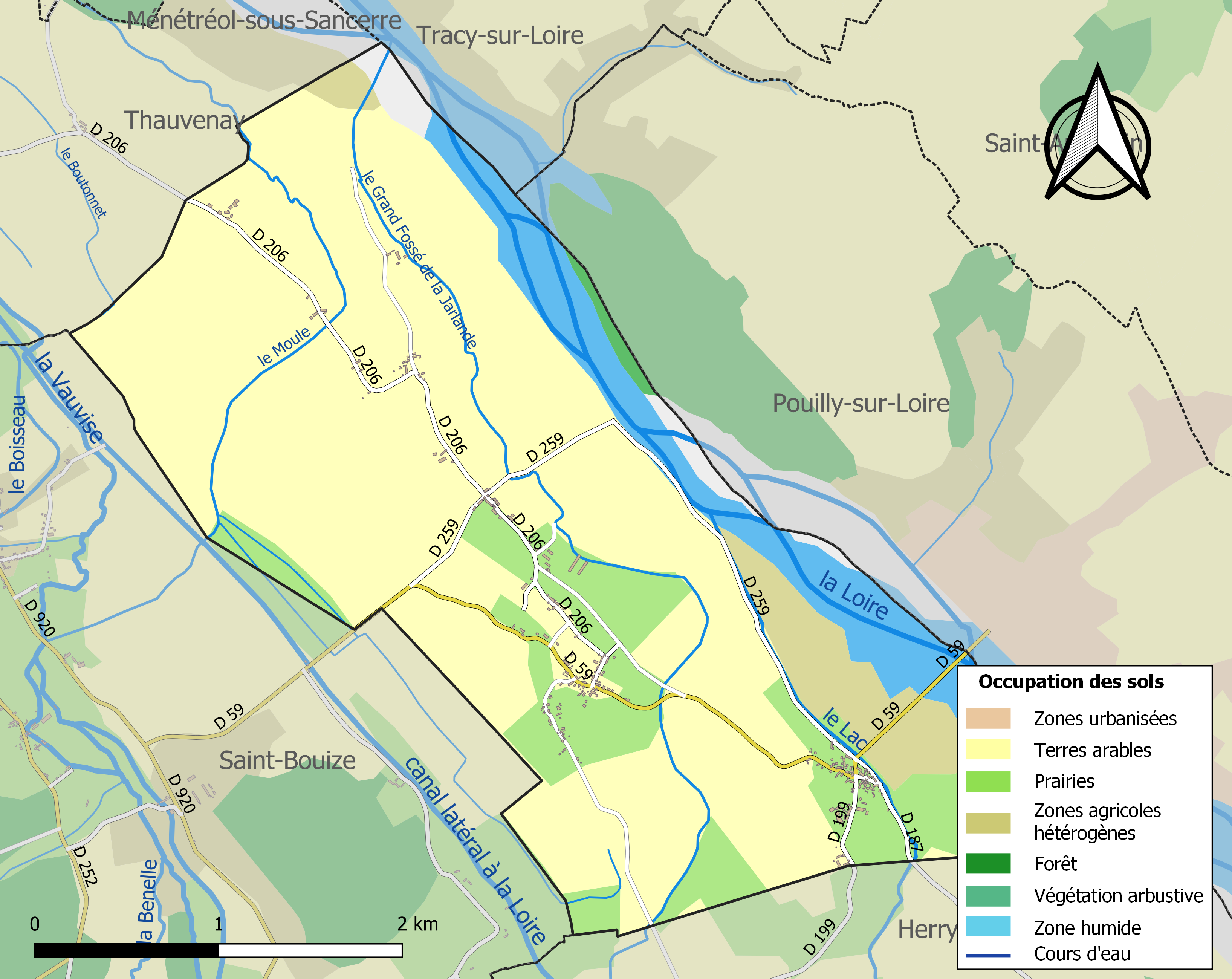
Carte des infrastructures et de l'occupation des sols de la commune en 2018 (CLC).

### Risques majeurs
Le territoire de la commune de Couargues est vulnérable à différents aléas naturels : météorologiques (tempête, orage, neige, grand froid, canicule ou sécheresse), inondations, mouvements de terrains et séisme (sismicité très faible). Il est également exposé à un risque technologique, la rupture d'un barrage. Un site publié par le BRGM permet d'évaluer simplement et rapidement les risques d'un bien localisé soit par son adresse soit par le numéro de sa parcelle.

#### Risques naturels
Certaines parties du territoire communal sont susceptibles d’être affectées par le risque d’inondation par débordement de cours d'eau, notamment la Loire et le Lac. La commune a été reconnue en état de catastrophe naturelle au titre des dommages causés par les inondations et coulées de boue survenues en 1982, 1999, 2003 et 2016,.

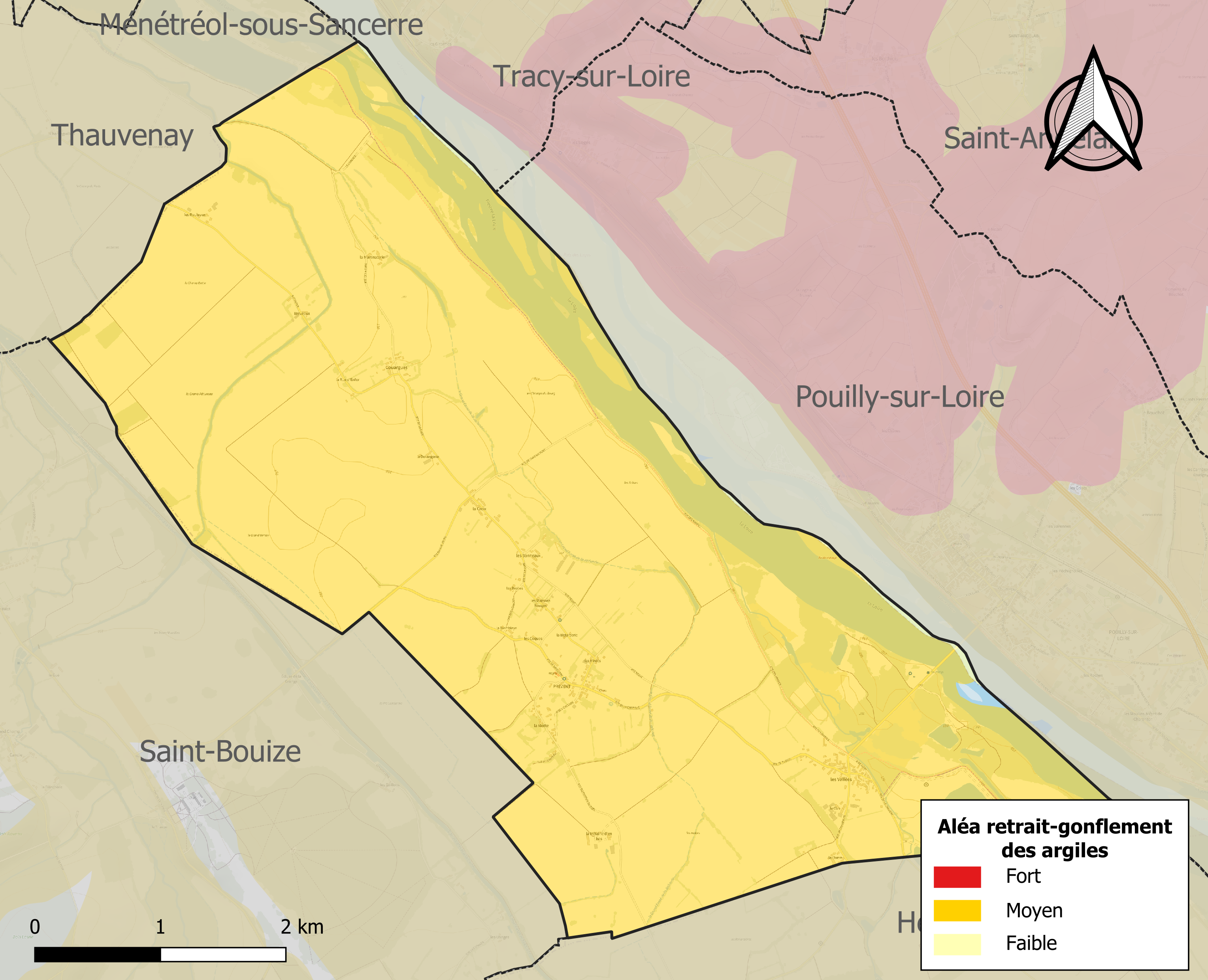
Carte des zones d'aléa retrait-gonflement des sols argileux de Couargues.

La commune est vulnérable au risque de mouvements de terrains constitué principalement du retrait-gonflement des sols argileux. Cet aléa est susceptible d'engendrer des dommages importants aux bâtiments en cas d’alternance de périodes de sécheresse et de pluie. 99,8 % de la superficie communale est en aléa moyen ou fort (90 % au niveau départemental et 48,5 % au niveau national). Sur les 152 bâtiments dénombrés sur la commune en 2019, 152 sont en aléa moyen ou fort, soit 100 %, à comparer aux 83 % au niveau départemental et 54 % au niveau national. Une cartographie de l'exposition du territoire national au retrait gonflement des sols argileux est disponible sur le site du BRGM,.
Concernant les mouvements de terrains, la commune a été reconnue en état de catastrophe naturelle au titre des dommages causés par la sécheresse en 2018, 2019 et 2020 et par des mouvements de terrain en 1999.

#### Risques technologiques
Une partie du territoire de la commune est en outre située en aval d'une digue. À ce titre elle est susceptible d’être touchée par l’onde de submersion consécutive à la rupture de cet ouvrage.

## Histoire
Au XIIe siècle, la forêt laisse place à des clairières dont l'une permettra le développement du bourg. Les défrichements du XIIIe siècle favorisent l'installation d'une population attirée par la fertilité des terres. La paroisse de Couargues, relativement peuplée à la fin du Moyen Âge, dépendait de la juridiction de la seigneurie de Vèvre puis de celle de la Grange, à 
Saint-Bouize. 
Durant la guerre de Cent Ans et les guerres de Religion, le château de La Grange à Saint-Bouize sert de refuge aux paysans de Couargues. 
La seigneurie de la Grange se relève toutefois au XVIIe siècle. La construction d'un nouveau château, la réfection des chemins rendent les lieux attractifs : sur la paroisse, on dénombre 13 nouvelles implantations, dont des locatures et domaines appartenant au seigneur de Saint-Bouize. 
Le XVIIIe siècle débute par une crise économique qui perdurera jusqu'au 2e quart du XIXe siècle. 
À la Révolution, la plupart des exploitations menacent ruine, les chemins sont dans un état pitoyable, le revenu des paysans est au plus bas. Les crues de la Loire aggravent encore la situation (celle de 1744 fut particulièrement dévastatrice). L'église est dans un tel état qu'elle sera démolie peu après sa vente comme bien national. 
Début XIXe siècle, la population constituée en majorité de laboureurs n'est plus que de 290 habitants. La révolution agricole du 2e quart du XIXe, énergiquement soutenue par le comte de Montalivet, donnera à l'économie locale de nouvelles perspectives. Marécages, "patureaux" et "saulaies" laissent place aux cultures fourragères et céréalières et malgré les crues décennales de la Loire (1846, 1856 et 1866).

## Politique et administration
| Période                                  | Période   | Identité           | Étiquette | Qualité                                         |
| ---------------------------------------- | --------- | ------------------ | --------- | ----------------------------------------------- |
| mars 2001                                | mars 2014 | Maurice Rat        |           |                                                 |
| mars 2014                                | mai 2020  | Alain Arnoux       |           | Retraité                                        |
| mai 2020                                 | En cours  | Jacqueline Boulay, |           | Ancien artisan, commerçant ou chef d'entreprise |
| Les données manquantes sont à compléter. |           |                    |           |                                                 |

## Démographie
L'évolution du nombre d'habitants est connue à travers les recensements de la population effectués dans la commune depuis 1793. Pour les communes de moins de 10 000 habitants, une enquête de recensement portant sur toute la population est réalisée tous les cinq ans, les populations de référence des années intermédiaires étant quant à elles estimées par interpolation ou extrapolation. Pour la commune, le premier recensement exhaustif entrant dans le cadre du nouveau dispositif a été réalisé en 2004.

En 2022, la commune comptait 197 habitants, en évolution de −3,9 % par rapport à 2016 (Cher : −2,48 %, France hors Mayotte : +2,11 %).
| 1793 | 1800 | 1806 | 1821 | 1831 | 1836 | 1841 | 1846 | 1851 |
| ---- | ---- | ---- | ---- | ---- | ---- | ---- | ---- | ---- |
| 412  | 377  | 363  | 436  | 441  | 404  | 433  | 491  | 502  |

| 1856 | 1861 | 1866 | 1872 | 1876 | 1881 | 1886 | 1891 | 1896 |
| ---- | ---- | ---- | ---- | ---- | ---- | ---- | ---- | ---- |
| 518  | 500  | 489  | 465  | 466  | 493  | 461  | 490  | 486  |

| 1901 | 1906 | 1911 | 1921 | 1926 | 1931 | 1936 | 1946 | 1954 |
| ---- | ---- | ---- | ---- | ---- | ---- | ---- | ---- | ---- |
| 447  | 467  | 452  | 400  | 376  | 339  | 329  | 315  | 300  |

| 1962 | 1968 | 1975 | 1982 | 1990 | 1999 | 2004 | 2006 | 2009 |
| ---- | ---- | ---- | ---- | ---- | ---- | ---- | ---- | ---- |
| 277  | 238  | 224  | 211  | 207  | 228  | 220  | 224  | 201  |

| 2014 | 2019 | 2022 | - | - | - | - | - | - |
| ---- | ---- | ---- | - | - | - | - | - | - |
| 200  | 200  | 197  | - | - | - | - | - | - |

## Économie
La population a diversifié ses secteurs d'activité : seuls quelques agriculteurs exploitent la terre ; les actifs travaillent dans les usines ou services des agglomérations urbaines voisines. 
Les 2/3 de la population est composé d'une population de retraités.

## Culture locale et patrimoine

### Lieux et monuments
- La Cure

Le presbytère de l'ancienne église de Saint-Aignan a conservé, dans sa partie Est, des éléments architecturaux des XVe et XVIe siècles (cheminée de pierre, fenêtre, pigeonnier). La partie Ouest date du XVIIIe siècle et dans la seconde moitié du XIXe un rhabillage complet de la façade a été réalisé avec rehaussement de la partie centrale de l'édifice. La grange, qui lui faisait face, date de cette campagne de construction. Le presbytère a été vendu comme bien national à Jean Millet, premier maire de la commune, le 15 vendémiaire an 5 (6 octobre 1796). L'un des derniers curés résidents fut Léonard Seguin, décédé en 1790, et dont la sépulture et la pierre tombale furent découvertes à l'occasion de travaux en 1972.
Photo de La Cure (Couargues) prise en août 1874 (collection Jean-Claude Bonnet)
Jean Millet fit également l'acquisition le 1er thermidor an 13 (20 juillet 1805) de l'église de Saint-Aignan pour la somme de 740 F., sous la réserve des cloches et effets mobiliers qui s'y trouvaient placés et du cimetière attenant. Elle fut probablement rasée peu après son acquisition. Lors de ses visites pastorales, l'archevêque de Bourges (Mgr de La Rochefoucault) décrivait déjà le 23 mai 1738 un édifice en mauvais état. « Il n'y a pas de clocher en sorte qu'on a été obligé de suspendre la cloche dans la charpente de la nef où elle incommode infiniment lorsqu'on la sonne pendant l'office divin ».
L'ancien cimetière (3 ares), au pied de l'église, a été vendu en 1834 à Philippe Constant Simon-Larochère, conseiller auditeur demeurant à Bourges. Lui-même vendit le domaine les 23 et 24 mars 1839 à Guillaume Hyacinthe Bonnet, propriétaire demeurant à Sancerre, pour la somme de 3000 F. La vente comprenait « l'ancienne cure de Couargues et ses dépendances qui se composent de bâtiments d'habitation réservés au propriétaire, bâtiment d'habitation pour un jardinier et bâtiments d'exploitation, cour au centre de ces bâtiments, chenevière, jardin, verger, emplacement de l'ancienne église et de l'ancien cimetière ». Également dans la vente, le lac connu sous le nom de lac de Couargues, appelés aussi Les Crôts.
La Cure est restée dans le patrimoine de la famille Bonnet jusqu'à sa cession à l'actuel propriétaire, en 1969.
- Pont de Pouilly-sur-Loire, traversant la Loire depuis Couargues vers la Nièvre.

### Héraldique
| Blason de Couargues | Blason  | Coupé ondé : au 1er de sinople à sept épis d'or empoignés en éventail, liés de gueules, accompagnés en chef de deux abeilles en vol d'or, celle de dextre en barre et celle de senestre en bande, au 2e d'azur à deux brochets d'argent, nageant l'un au-dessus de l'autre, le second contourné. |
| Blason de Couargues | Détails | Création J-F Binon, Adopté en 2023. |